# 1920 (numero)
Millenovecentoventi (1920) è il numero naturale dopo il 1919 e prima del 1921.

## Proprietà matematiche
- È un numero pari.
- È un numero composto da 32 divisori: 1, 2, 3, 4, 5, 6, 8, 10, 12, 15, 16, 20, 24, 30, 32, 40, 48, 60, 64, 80, 96, 120, 128, 160, 192, 240, 320, 384, 480, 640, 960, 1920. Poiché la somma dei suoi divisori (escluso il numero stesso) è 4200 > 1920, è un numero abbondante.
- È un numero semiperfetto in quanto pari alla somma di alcuni (o tutti) i suoi divisori.
- È un numero rifattorizzabile in quanto divisibile per il numero dei propri divisori.
- È un numero felice.
- È un numero di Harshad nel sistema numerico decimale, cioè è divisibile per la somma delle sue cifre.
- È un numero congruente.
- È un numero intoccabile.
- È un numero pratico.
- È un numero malvagio.
- È parte delle terne pitagoriche (124, 1920, 1924), (352, 1920, 1952), (432, 1920, 1968), (560, 1920, 2000), (800, 1920, 2080), (936, 1920, 2136), (1024, 1920, 2176), (1152, 1536, 1920), (1288, 1920, 2312), (1440, 1920, 2400), (1598, 1920, 2498), (1904, 1920, 2704), (1920, 2016, 2784), (1920, 2200, 2920), (1920, 2560, 3200), (1920, 2772, 3372), (1920, 2912, 3488), (1920, 3344, 3856), (1920, 3600, 4080), (1920, 3871, 4321), (1920, 4408, 4808), (1920, 4608, 4992), (1920, 4940, 5300), (1920, 5600, 5920), (1920, 5994, 6294), (1920, 6256, 6544), (1920, 7072, 7328), (1920, 7560, 7800), (1920, 9116, 9316), (1920, 9504, 9696), (1920, 10150, 10330), (1920, 11440, 11600), (1920, 12213, 12363), (1920, 12728, 12872), (1920, 14336, 14464), (1920, 15300, 15420), (1920, 18382, 18482), (1920, 19152, 19248), (1920, 20435, 20525), (1920, 23000, 23080), (1920, 25564, 25636), (1920, 28768, 28832), (1920, 30690, 30750), (1920, 36839, 36889), (1920, 38376, 38424), (1920, 46060, 46100), (1920, 51182, 51218), (1920, 57584, 57616), (1920, 61425, 61455), (1920, 76788, 76812), (1920, 92150, 92170), (1920, 102391, 102409), (1920, 115192, 115208), (1920, 153594, 153606), (1920, 184315, 184325), (1920, 230396, 230404), (1920, 307197, 307203), (1920, 460798, 460802), (1920, 921599, 921601).

## Astronomia
- 1920 Sarmiento è un asteroide della fascia principale del sistema solare.

## Astronautica
- Cosmos 1920 è un satellite artificiale russo.